# First MEMORY
『First MEMORY』（ファーストメモリー）は、山本唯太の1枚目のミニアルバム。
2022年10月10日にYES PROMOTIONから発売。

## 概要
2021年10月22日に配信開始された自身初の両A面1stシングル『Allas∼永遠の覚醒∼ / Moment』と2022年4月22日に配信開始された『紫苑の雫』が1枚のCDとなり発売。

## 収録曲

### CD
1. Allas∼永遠の覚醒∼[4:24]　作詞作曲：山本唯太
2. Moment[4:00]　作詞作曲：山本唯太
3. 紫苑の雫[4:07]　作詞作曲：山本唯太